# 中国驻汉堡总领事馆
中华人民共和国驻汉堡总领事馆（德語：Generalkonsulat der Volksrepublik China in Hamburg），简称中国驻汉堡总领事馆，是中华人民共和国派驻德国汉堡的最高级别外交代表机构，为中国在德国设立的第一个总领事馆，于1984年5月14日正式开馆，领区范围覆盖德国北部的汉堡、不来梅、下萨克森和石勒苏益格-荷尔施泰因四州。现任驻汉堡总领事为自2022年10月起就职的丛武。
总领馆的办公场地原设于阿尔斯特湖畔，1992年9月迁至易北林荫大道268号（Elbchaussee 268），毗邻易北河。馆舍属新艺术运动风格建筑，为上海同济大学创建人埃里希·宝隆医生的继父所建。

## 机构设置
中国驻汉堡总领事馆设置下列机构：
- 政治处
- 经济商务处
- 领事侨务处
- 办公室